# Бреза, Тадеуш
Тадеуш Бре́за (пол. Tadeusz Breza; 31 декабря 1905, Секежинцы, близ г. Острога, Волынская губерния (ныне Острожского района, Ровненской области, Украина) — 19 мая 1970, Варшава) — польский писатель, журналист и дипломат.

## Биография
Изучал философию в Варшавском университете. Обучение окончил в Лондоне, где в 1929—1932 находился на дипломатической службе.
Был секретарем по прессе и пресс-атташе посольства Польши. В 1933—1937 — на журналистской работе в Варшавской газете «Kurier Poranny». В 1937—1939 — руководитель столичного «Молодого Театра».
Участник второй мировой войны. Во время оккупации — участник подпольного движения сопротивления в столице.
После войны сотрудничал с литературной прессой Кракова, а затем Варшавы. В 1955—1964 — советник по культуре посольств Польши в Риме (до 1959), а затем в Париже.

## Награды
- 1955 — Орден «Знамя Труда» 2 степени[1]
- 1955 — Медаль «10-летие Народной Польши»[2]
- 1952 — Государственная премия ПНР II степени
- 1962 — премия министерства культуры и искусства Польши I степени
- 1964 — Орден «Знамя Труда» 1 степени[3]
- 1968 — Государственная премия ПНР I степени

## Избранные произведения
- «Адам Грывалд» (1936)
- «Стены Иерихона» (1946)
- «Небо и земля» (1949—1950)
- «Пир Валтасара» (1952)
- «Бронзовые врата» (1960)
- «Ведомство» («Лабиринт», 1960)